# Stoppie

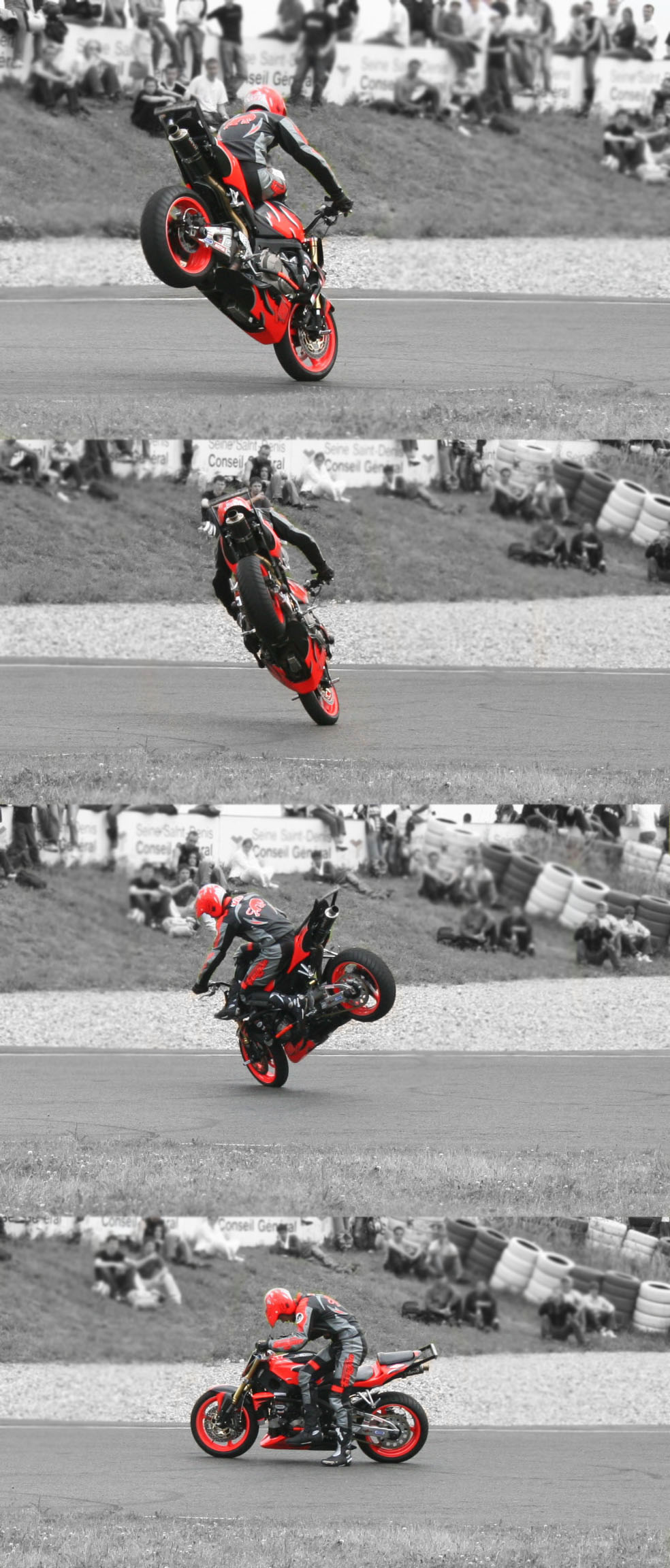
Stoppie 180, par Duke (champion de France) lors du Stunt Bike Show, en juin 2007 au circuit Carole.

Le stoppie est une figure de stunt. Plus généralement il s'agit d'une figure acrobatique réalisée en deux-roues, particulièrement à moto, consistant à lever la roue arrière lors d'un freinage de la roue avant et à rester quelque temps dans cette position sans forcément cesser de se déplacer. 
Il existe quelques variantes :
- le stoppie 180 : consiste à effectuer un stoppie terminé par un demi tour
- le stoppie 360 : consiste à effectuer un stoppie terminé par un tour complet

## Réalisation
Le pilote doit avoir une certaine vitesse pour pouvoir appliquer une force de freinage élevée. C'est une figure difficile parce que la roue avant peut facilement déraper et l'arrière peut se lever exagérément. Il est nécessaire d'exercer un freinage puissant et progressif en déplaçant le corps du pilote vers l'avant. Il est plus facile de réaliser cela lorsque la moto possède encore de l'élan, l'équilibre est ainsi plus facile à trouver.
Le relâchement du freinage doit lui aussi être effectué progressivement pour ne pas subir un choc rude à l'atterrissage de la roue arrière.